# Jesus of Cool
Jesus of Cool é o primeiro álbum solo do cantor/compositor britânico Nick Lowe depois de sair de Brinsley Schwarz, em 1974. Produzido por Lowe, foi lançado em março de 1978 pela Radar Records no Reino Unido. Nos Estados Unidos, o álbum foi renomeado Pure Pop for Now People, pela Columbia Records substituindo "Shake and Pop" por "They Called It Rock" (uma versão do Rockpile, banda de Lowe, que havia sido incluído como uma faixa bônus no álbum da Radar), e trocando a versão ao vivo de "Heart Of The City" pela versão de estúdio que tinha sido lançada como single em Stiff Records (o outro lado do single, "So It Goes", foi incluído em ambas as versões do álbum), e acrescentando: "Rollers Show". As músicas também estão em uma ordem diferente da versão britânica.
O álbum foi aclamado pela crítica. O álbum foi relançado em uma edição de luxo e expandida pela Proper Records (Reino Unido) e Yep Roc Records (nos E.U.A.) em fevereiro de 2008. Duas versões de "So It Goes" foram incluídas na trilha sonora do filme de 1979 Rock 'n' Roll High School.

## Faixas deJesus of Cool
Todas as canções escritas por Nick Lowe exceto as anotadas.
1. "Music for Money" – 2:03
2. "I Love the Sound of Breaking Glass" (Lowe, Andrew Bodnar, Steve Goulding) – 3:05
3. "Little Hitler" (Lowe, Dave Edmunds) – 2:51
4. "Shake and Pop" – 3:13
5. "Tonight" – 3:45
6. "So It Goes" – 2:23
7. "No Reason" – 3:25
8. "36 Inches High" (Jim Ford) – 2:50
9. "Marie Provost" – 2:41
10. "Nutted by Reality" – 2:46
11. "Heart of the City" (Live) – 4:15
12. "They Called It Rock" (Lowe, Rockpile, Dave Edmunds) - 3:10

- A faixa "Rollers Show" foi incluida na versão do álbum lançado nos EUA com o título Pure Pop for Now People, mais tarde foi adicionada como uma faixa bônus na versão de relançamento no Reino Unido.

## Faxias dePure Pop for Now People
1. "So It Goes" – 2:23
2. "I Love the Sound of Breaking Glass" (Lowe, Andrew Bodnar, Steve Goulding) – 3:05
3. "Tonight" – 3:45
4. "Marie Provost" – 2:41
5. "Heart of the City"  – 2:01
6. "Rollers Show" – 3:31
7. "They Called It Rock" (Lowe, Terry Williams, Billy Bremner, Edmunds) – 3:10
8. "No Reason" – 3:25
9. "Little Hitler" (Lowe, Dave Edmunds) – 2:51
10. "Nutted by Reality" – 2:46
11. "36 Inches High" (Jim Ford) – 2:50
12. "Music for Money" – 2:09

## Faxias deJesus of Cool(2008 edição expandida)
Faxias do álbum original
1. "Music for Money" – 2:03
2. "I Love the Sound of Breaking Glass" (Lowe, Andrew Bodnar, Steve Goulding) – 3:05
3. "Little Hitler" (Lowe, Dave Edmunds) – 2:51
4. "Shake and Pop" – 3:13
5. "Tonight" – 3:45
6. "So It Goes" – 2:23
7. "No Reason" – 3:25
8. "36 Inches High" (Jim Ford) – 2:50
9. "Marie Provost" – 2:41
10. "Nutted by Reality" – 2:46
11. "Heart of the City" (Live) – 4:15

Faixas adicionais
1. "Shake That Rat" - 2:12
2. "I Love My Label" (Lowe, "Profile") - 3:00
3. "They Called It Rock" (Lowe, Billy Bremner, Dave Edmunds, Terry Williams) - 3:13
4. "Born a Woman" (M. Sharp) - 2:27
5. "Endless Sleep" - 4:08
6. "Halfway to Paradise" (Gerry Goffin, Carole King) - 2:26
7. "Rollers Show" - 3:32
8. "Cruel to Be Kind" (Lowe, Ian Gomm) (versão original de Brinsley Schwarz) - 2:52
9. "Heart of the City" - 2:07
10. "I Don't Want the Night to End" 1:57

## Créditos
- Nick Lowe – vocal, baixo, guitarra.
- Billy Bremner – guitarra.
- Dave Edmunds – guitarra, vocal.
- John Turnbull - guitarra em "Nutted by Reality".
- John McFee - guitarra solo em "Tonight".
- Andrew Bodnar - baixo.
- Norman Watt-Roy - baixo em "Nutted by Reality";
- Terry Williams – bateria.
- Steve Goulding - bateria.
- Pete Thomas - bateria.
- Charley Charles - bateria em  "Nutted by Reality"
- Bob Andrews - teclados.
- Steve Nieve - piano em "Nutted by Reality".
- Roger Bechirian - orgão, backing vocal.